# Pál-völgy
Pál-völgy – jaskinia krasowa na Węgrzech, w Budapeszcie.
W Pál-völgy występuje gęsta sieć krzyżujących się korytarzy.